# Tranås stadshus

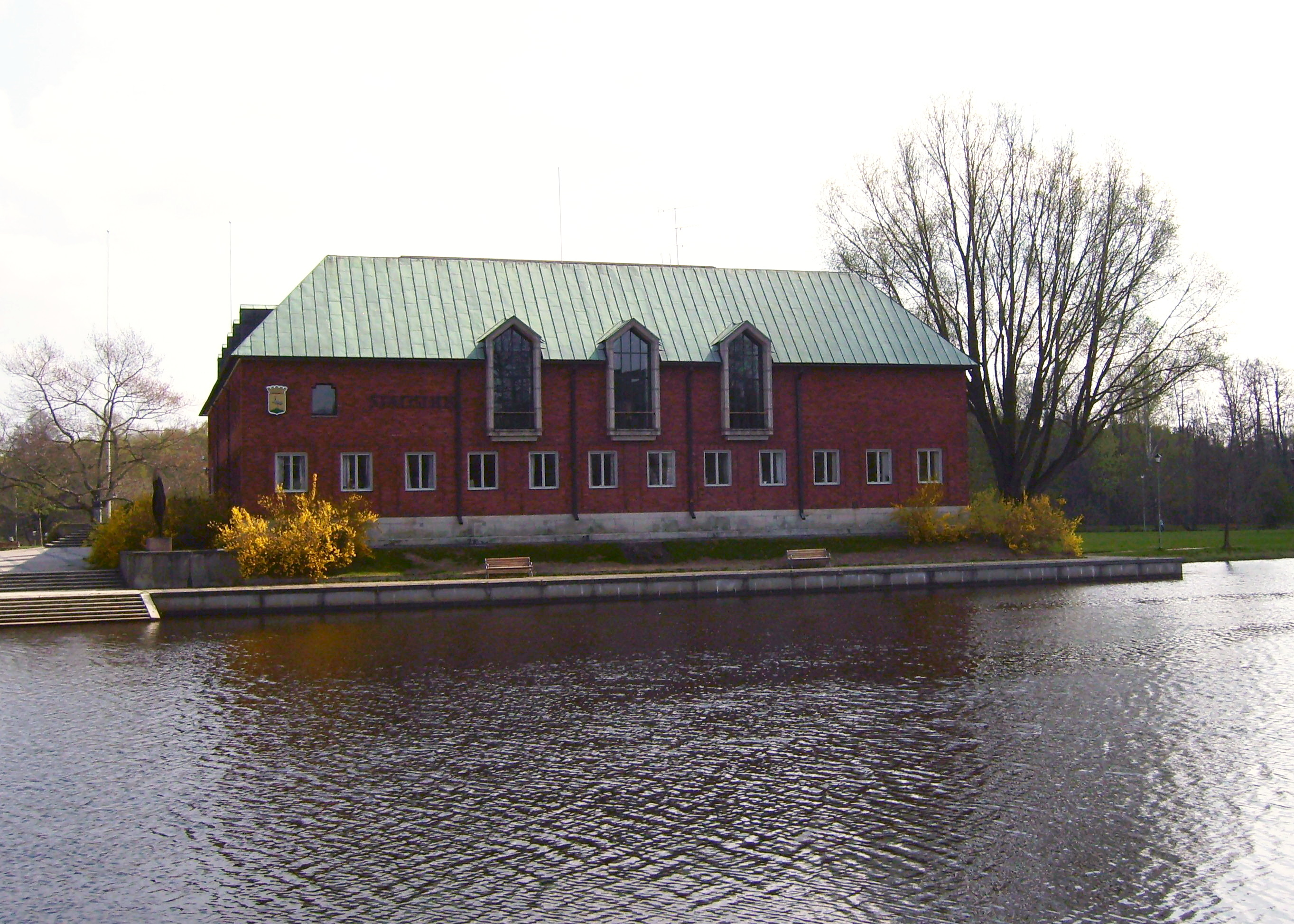
Tranås stadshus och Svartån

Tranås stadshus är en byggnad vid Svartån i Tranås. Stadshuset är säte för Tranås kommuns politiska ledning och centrala förvaltning. Byggnaden är sedan 1996 byggnadsminne.

## Historik
Redan på 1930-talet fanns idéer om ett nytt stadshus i Tranås men planerna realiserades aldrig. Ett förslag av arkitekten Johannes Dahl från 1937 var att kombinera stadshotell och stadshus i en byggnad. År 1944 genomfördes en tävling som ledde fram till att stadshuset byggdes. Tranås stadshus ritades av arkitekterna Adrian Langendal och Ivar Stål och uppfördes åren 1952–1953.
I huset finns stadshushallen där olika utställningar och musikarrangemang äger rum. Det finns flera konstverk i huset, bland annat av Runa Bülow-Hübe, Herman Norrman och Rolf Norrman som alla har anknytning till Tranås. Husets möbler levererades av lokala möbelföretag.